# (192) Nausica
(192) Nausica és un asteroide que s'hi troba al cinturó d'asteroides descobert el 17 de febrer de 1879 per Johann Palisa des de l'observatori de Pula, a Croàcia. Rep el nom per Nausica, un personatge de la mitologia grega.